# Parlamento Foral de Navarra
El Parlamento Foral de Navarra fue un órgano electivo que funcionó entre 1979 y 1983 en la provincia de Navarra, España, y que constituyó el antecedente inmediato del actual Parlamento de Navarra diferenciándose de este último en que no poseía potestad legislativa, sino solamente normativa.

## Creación
A partir de las elecciones de junio de 1977, hito fundamental de la transición a la democracia se abre paso en Navarra la idea de que deben democratizarse también las instituciones forales, Diputación Foral y Consejo Foral, como paso previo a una actualización del régimen foral, y se maneja la idea de una renovación del Consejo Foral que, elegido por sufragio universal, debiera constituirse en un verdadero órgano parlamentario con facultades de control sobre la Diputación.
Tras una larga negociación entre el Gobierno, la Diputación Foral y los diputados y senadores elegidos por Navarra, finalmente se aprobó el Real Decreto 121/1979, de 26 de enero, sobre elecciones locales y ordenación de las instituciones forales de Navarra, que entre otras disposiciones creaba el Parlamento Foral de Navarra, que venía a sustituir al Consejo Foral. Estaba compuesto por setenta miembros elegidos por sufragio universal el mismo día de las elecciones municipales y la duración del mandato era de cuatro años. La circunscripción electoral eran las merindades históricas, con la salvedad de que la de Pamplona se dividía en dos, el término municipal de Pamplona y el resto de la merindad. Cada distrito electoral elegía un mínimo de cinco miembros y los restantes se distribuían en proporción a la población: Estella, 10 parlamentarios; Olite, 9; Pamplona-Ciudad, 18; Pamplona-Resto, 13; Sangüesa, 9; y Tudela, 11.

## Competencias
El Parlamento Foral de Navarra asumía las competencias siguientes: las que hasta entonces correspondían al Consejo Foral; las funciones como “órgano foral competente” para decidir, en su caso, la incorporación al País Vasco según la Disposición Transitoria Cuarta de la Constitución española; las cuestiones que afectaran a la integridad, garantía y desarrollo del régimen foral; presupuestos y rendición anual de cuentas; emisión de deuda y de empréstitos, así como la constitución de garantías o avales; normas relativas al sistema fiscal de Navarra; planes de fomento de interés general para Navarra; pactos y convenios de la Diputación Foral con el Estado o con cualquiera de sus organismos autónomos.
Pese a su nombre el Parlamento Foral no constituía una verdadera cámara legislativa propia de un sistema parlamentario. Le faltaban algunas características esenciales para ello:
1. Carecía de potestad legislativa, su potestad normativa era de carácter reglamentario y las normas que aprobaba se podían recurrir ante la jurisdicción contencioso-administrativa.
2. Carecía del régimen de inviolabilidad propio de las cámaras parlamentarias y de la inviolabilidad e inmunidad de sus miembros. Esta ausencia posibilitó que el 30 de agosto de 1980 el vicepresidente primero del Parlamento Foral fuera detenido a consecuencia de unas declaraciones efectuadas en una sesión de la Comisión de Derechos Humanos, aunque posteriormente no llegara a ser procesado.
3. Carecía también de iniciativa legislativa, ya que estaba reservada a la Diputación por el artículo 3 del Real Decreto 121/1979.
4. Carecía de facultades en cuanto a la formación y cese de la Diputación.

## Las elecciones de 1979
El 3 de abril de 1979 se eligieron el nuevo Parlamento Foral y la nueva Diputación Foral cuya principal misión será la de culminar el proceso de actualización del régimen foral. El resultado de las elecciones y el reparto de escaños fue el siguiente:
- Unión de Centro Democrático (UCD), 68.040 votos, 26,80 %, 20 parlamentarios.
- Partido Socialista Obrero Español (PSOE), 48.289 votos, 19,02 %, 15 parlamentarios.
- Unión del Pueblo Navarro (UPN), 40.764 votos, 16,06 %, 13 parlamentarios.
- Herri Batasuna (HB), 28.244 votos, 11,12 %, 9 parlamentarios.
- Agrupaciones Electorales de Merindad (Amaiur), 17.282 votos, 6,81 %, 7 parlamentarios.
- Nacionalistas Vascos (NV), 12.845 votos, 5,06 %, 3 parlamentarios.
- Partido Carlista, 12.165 votos, 4,79 %, 1 parlamentario.
- Unión Navarra de Izquierdas (UNAI), 7.419 votos, 2,92 %. 1 parlamentario.
- Agrupación Electoral Independientes Forales Navarros (IFN), 3.729 votos, 1,47 %, 1 parlamentario.

## La Ley de Amejoramiento
En noviembre de 1979 el Pleno del Parlamento recaba de la Diputación la presentación antes de fin de año de un proyecto de bases para la reintegración foral, y antes del 31 de enero una propuesta sobre distribución de funciones, composición y forma de elección de las instituciones forales. Entre mayo y noviembre de 1980 se discutieron los dos textos que remitió la Diputación, y una vez aprobadas las bases por el Parlamento Foral se formaron sendas comisiones de negociación del Gobierno y de la Diputación Foral en diciembre de 1980. El proceso de negociación se desarrolla entre enero de 1981 y febrero de 1982, y el 8 de marzo de 1982 se celebró el acto formal de firma del acuerdo por las dos comisiones negociadoras. El pleno del Parlamento Foral aprobó el texto el día 15 de marzo siguiente , y seguidamente el Gobierno remitió el proyecto a las Cortes Generales que lo tramitaron mediante el procedimiento de lectura única quedando aprobado el 26 de julio de 1982 y promulgado como Ley Orgánica 13/1982, de 10 de agosto, Ley de Reintegración y Amejoramiento del Fuero de Navarra, publicándose en el BOE del día 16 de agosto.
En virtud del artículo 10 del Amejoramiento se establece la institución del Parlamento de Navarra que representa al pueblo navarro, ejerce la potestad legislativa y controla la acción del Gobierno de Navarra, y que está compuesto por entre cuarenta y sesenta miembros que se eligen por sufragio universal en una circunscripción única. En suma, con el Amejoramiento del Fuero culminaba el proceso de creación de una auténtica cámara legislativa, el Parlamento de Navarra, que venía a sustituir al Parlamento Foral. No obstante, se establecía un régimen transitorio para el Parlamento Foral que preveía la asunción de las facultades y competencias reconocidas en su texto con la única excepción de la presentación de la moción de censura al Presidente del Gobierno de Navarra. Así, el Parlamento Foral en sus últimos meses de existencia hasta su disolución por la convocatoria de elecciones en mayo de 1983 quedaba dotado también de potestad legislativa.